# Station Torpes-Boussières
Station Torpes-Boussières is een spoorwegstation in de Franse gemeente Torpes.